# フロリアン・ポップ

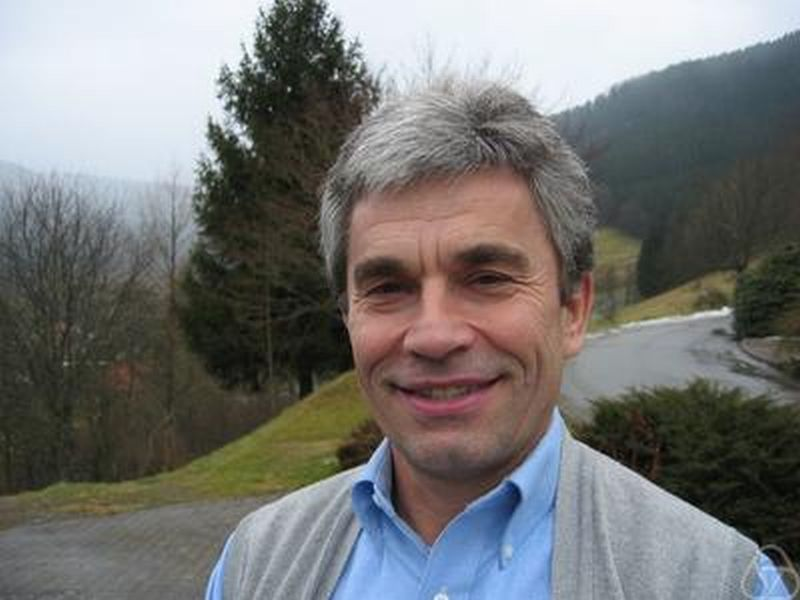
フロリアン・ポップ（2006年にオーバーヴォルファッハの数学研究所にて）

フロリアン・ポップ(Florian Pop、1952年 - ）は、ルーマニアの数学者。ペンシルベニア大学の数学教授である。

## 来歴
ポップは1987年に博士号を取得、1991年にはハイデルベルク大学からハビリテーションを受けた。ポップは以前、ニュージャージー州のプリンストン高等研究所（1996年 - 2003年）に所属し、ペンシルベニア大学の教員になる前はボン大学の教授を務めていた。
ポップの研究は代数幾何学、数論幾何学、遠アーベル幾何学、およびガロア理論を対象とする。クールマンは、論文（クールマン＆マーシャル（2003））で、特定のフィールドの絶対ガロア群による特性化に関する彼のハビリテーション論文を「マイルストーン」と呼んでいる
1996年、ポップはゲイ・リュサック・フンボルト賞を受賞し、2003年にはルーマニア功労勲章を受賞した。2012年にアメリカ数学会のフェローになった。

## 主な著作
- Pop, Florian (1990), “On the Galois theory of function fields of one variable over number fields”, Journal für die reine und angewandte Mathematik 406:  200–218, doi:10.1515/crll.1990.406.200, MRMR1048241
- Pop, Florian (1994), “On Grothendieck's conjecture of birational anabelian geometry”, Annals of Mathematics, (2) 139 (1):  145–182, doi:10.2307/2946630, MR1259367
- Pop, Florian (1995). “Étale Galois covers of affine smooth curves. The geometric case of a conjecture of Shafarevich. On Abhyankar's conjecture”. Inventiones Mathematicae 120 (1):  555–578. doi:10.1007/bf01241142. MR1334484.
- Pop, Florian (1996), “Embedding problems over large fields”, Annals of Mathematics, (2) 144 (1):  1–34, doi:10.2307/2118581, MR1405941
- Szamuely, Tamás (2004), “Groupes de Galois de corps de type fini (d'après Pop)”, Astérisque 294:  403–431, MR2111651
- Pop, Florian (2010). “Henselian implies large”. Annals of Mathematics 172 (3):  2183–2195. doi:10.4007/annals.2010.172.2183. MR2726108.